# ヤマグチ・ファルカン
ヤマグチ・ファルカン（Yamaguchi Falcão、1988年1月24日 - ）は、ブラジルのプロボクサー。エスピリトサント州セント・マシュー出身。ロンドンオリンピックのライトヘビー級銅メダリスト。名前にヤマグチと付いているが日系ブラジル人ではない。弟はロンドンオリンピックのミドル級銀メダリストのエスキバ・ファルカン。

## 来歴

### アマチュア時代
ロンドンオリンピックに出場したファルカンは2回戦で孟繁龍を17-17の引分だったが優勢勝ちで突破、準々決勝ではフリオ・セサール・ラ・クルスを破る健闘を見せたが準決勝でエゴー・メコンチェフに敗れはしたが銅メダルを獲得した。

### プロ時代
2013年10月2日、オスカー・デ・ラ・ホーヤのゴールデンボーイ・プロモーションズと契約。
2023年4月22日、ラスベガスのT-モバイル・アリーナで行われたジャーボンテイ・デービス 対 ライアン・ガルシア戦の前座でWBA世界スーパーミドル級王者のデビッド・モレルと対戦し、初回2分22秒KO負けを喫し王座を獲得できなかった。当初モレルはセナ・アグベコと対戦する予定だったが9日前になってネバダ州アスレチックコミッションからアグベコに対するライセンスを発行出来なかったためファルカンを代役に立てて行われた。

## 獲得タイトル
- WBCラテンアメリカミドル級王座
- NABF北米ミドル級王座
- ブラジルクルーザー級王座
- FECONSUR（南アメリカ大陸ボクシング連盟）スーパーミドル級王座
- WBCラテンアメリカスーパーミドル級王座
- ABF（アメリカボクシング連盟）インターコンチネンタルスーパーミドル級王座
- WBAフェデカリブスーパーミドル級王座
- NABA北米スーパーミドル級王座
- NABA北米スーパーミドル級ゴールド王座